# فورکس (واشینگتن)
فورکس (به انگلیسی: Forks) شهری در شهرستان کلالام، ایالت واشنگتن است که در سرشماری سال ۲۰۱۰ میلادی، ۳۵۳۲ نفر جمعیت داشته است.